# 애수에 젖은 토요일
"애수에 젖은 토요일"은 1960년 공개된 대한민국의 영화이다.

## 배역
- 이민
- 김지미
- 김진규
- 방성자